# Agésipolis III.
Agésipolis III. (starořecky Ἀγησίπολις Γ) byl poslední král Sparty královské linie Agiovců. Vládl od roku 219 před Kr. do roku 215 před Kr. Jeho spolukrálem z královského rodu Eurypontovců byl Lykúrgos. (Vládl 219–211 před Kr.)
Agésipolis byl nástupcem krále Kleomena III., který po prohrané bitvě u Sellasie opustil Spartu a jak exulant se usadil v Egyptě, kde v roce 219 před Kr. spáchal sebevraždu. Během dvou let, které Kleomenés prožil v exilu, byl spartský trůn prázdný a Sparta prožívala krizi, a až po jeho smrti nově zvolení eforové zvolili Agésipola za nového krále v královské linii Agiovců, protože pocházel z tohoto rodu. Agésipolis byl synem Agésipola II., jeho děd byl Kleombrotos II.
Když se v roce 219 před Kr. Agésipolis stal králem, byl ještě dítětem, a proto mu eforové za regenta určili jeho strýce Kleomena. Skutečné otěže moci však ve Spartě držel jeho spolukrál Lykúrgos, zvolený v královské linii Eurypontovců, který ho kolem roku 215 před Kr. po nejasných událostech sesadil a odsoudil na vyhnanství. Lykúrgos se tím poprvé v historii Sparty zmocnil samostatné vlády.
Agésipolis se z exilu několikrát pokusil získat spartský trůn. V roce 195 před Kr. se spolu s dalšími spartskými exulanty přidal na stranu Římanů, kteří pod vedením Tita Flaminina vedli vojenskou výpravu proti samozvanému králi Sparty Nabidovi. Nabis byl poražen, ale králem zůstal, neboť Římané se spokojili s mírovou smlouvou.
V roce 183 před Kr. se Agésipolis plavil jako vyslanec exulantů Sparty do Říma, kde chtěl Římany požádat o pomoc při řešení vnitřních problémů Sparty, ale jeho loď byla napadena piráty, a on byl spolu s dalšími exulanty zabit.